# Châm Tầm (đô thành)
Châm Tầm (chữ Hán: 斟鄩) là tên một trong những đô thành của nhà Hạ thời kỳ các vua Thái Khang, Hạ Tướng và Hạ Kiệt, ngày nay thuộc địa phận tỉnh Hà Nam.
Theo sách Vương triều và hoàng đế Trung Quốc do Trương Tự Văn biên soạn thì người ta thống kê được rằng nhà Hạ có tới 9 lần dời đô, trong 9 lần ấy thì 3 lần chuyển đến Châm Tầm và có một điều rất lạ là cả ba lần ở Châm Tầm nhà Hạ đều thảm bại trầm trọng:
- Lần thứ nhất vua Thái Khang sau khi lên ngôi được 2 năm thì dời đô về đây, chẳng bao lâu nhà vua đi săn bắn rồi bị Hậu Nghệ chặn mất đường về khiến ông phải lưu vong ở bờ bắc Lạc Thủy suốt 27 năm cho đến khi chết.
- Lần thứ hai vua Hạ Tướng sau khi thấy cha là Trọng Khang uất quá mà chết nên ông đã chạy ra nước Châm Tầm nhờ vả vua nước ấy, khi Hậu Nghệ phát hiện truy sát thì Hạ Tướng chạy sang nước Châm Quan. Thế rồi Hạ Tướng vẫn tiếp tục bị lùng bắt bèn từ nước Châm Quán lại chạy về đây dựng đô định tổ chức kháng chiến lâu dài, rốt cuộc do Hàn Trác vây đánh ráo riết nên đường cùng phải tự vẫn mà chết.
- Lần thứ ba Hạ Kiệt cũng chuyển kinh đô về nơi này nhưng chưa ổn định thì đã bị quân 3000 chư hầu hội ở Minh Điều do vua Thành Thang nhà Thương lãnh đạo tiến đánh, chẳng bao lâu quân Hạ thất bại và bản thân nhà vua thì bị đày ra Nam Sào rồi chết ở đó chấm dứt hơn 400 năm thống trị của Vương triều nay.